# Handelsbuchinstitut
Handelsbuchinstitut sind im Kreditwesen diejenigen Kreditinstitute, deren Handelsbuch bestimmte Bagatellgrenzen überschreitet.
Der Begriff ist mittlerweile nicht mehr im Kreditwesengesetz (KWG), sondern in Art. 94 der EU-weit gültigen Kapitaladäquanzverordnung (englische Abkürzung CRR) geregelt.

## Allgemeines
Um die unterschiedlichen Wettbewerbsbedingungen zwischen Kreditinstituten und Wertpapierfirmen zu vereinheitlichen, hat die sechste KWG-Novelle Institute in Handelsbuchinstitute und Nichthandelsbuchinstitute unterteilt. Ausschlaggebend für die Zuordnung zu einer der beiden Formen ist dabei das bilanzielle Ausmaß der getätigten Geschäfte, die dem Bereich des Handelsbuchs zurechenbar sind, und der übrigen Geschäfte, die folglich dem Anlagebuch zuzuordnen sind: Gehören Finanzinstrumente nicht zum Handelsbuch, sind sie automatisch Bestandteil des Anlagebuches. Der Status als Handelsbuch- bzw. Nichthandelsbuchinstitut kann geändert werden, ist jedoch an strenge aufsichtsrechtliche Bedingungen geknüpft. 

## Eintrittsschwelle zum Handelsbuch
Handelsbuchinstitute sind Kreditinstitute, deren Handelsbuch folgende Mindestgrenzen überschreitet: 
1. der Anteil des Handelsbuchs des Instituts überschreitet in der Regel  5 Prozent der Gesamtsumme der bilanz- und außerbilanzmäßigen Geschäfte oder
2. die Gesamtsumme der einzelnen Positionen des Handelsbuchs überschreitet in der Regel den Gegenwert von 15 Millionen Euro oder
3. der Anteil des Handelsbuchs überschreitet (mindestens einmalig) 6 Prozent der Gesamtsumme der bilanz- und außerbilanzmäßigen Geschäfte oder
4. die Gesamtsumme der Positionen des Handelsbuchs überschreitet (mindestens einmalig) den Gegenwert von 20 Millionen Euro.

## Begriffsinhalt
Handelsbuch ist bei Kreditinstituten der Bestand an Finanzinstrumenten, die zu kurzfristigen Handelszwecken oder im Eigenbestand zur Erzielung eines Gewinns gehalten werden (§ 1a Abs. 1 KWG). Insbesondere gehören zum Handelsbuch Finanzinstrumente und Waren, die übernommen werden, um bestehende oder erwartete Unterschiede zwischen den Kauf- und Verkaufspreisen oder Schwankungen von Marktkursen, -preisen, -werten oder -zinssätzen kurzfristig zu nutzen, damit ein Eigenhandelserfolg erzielt wird. Zum Handelsbuch werden nur Finanzinstrumente und Waren zugelassen, sofern diese handelbar sind und entweder mit Handelsabsicht oder zur Absicherung anderer Bestandteile des Handelsbuchs gehalten werden. Handelsbuch-Risikopositionen sind nach § 4 Abs. 6 SolvV die zins- und aktienkursbezogenen Risikopositionen des Handelsbuches eines Handelsbuchinstituts.

### Finanzinstrumente
Nach Art. 4 Abs. 1 Nr. 50 Kapitaladäquanzverordnung (CRR) sind Finanzinstrumente alle Verträge, die für eine der beteiligten Seiten einen finanziellen Vermögenswert und für die andere Seite eine finanzielle Verbindlichkeit oder ein Eigenkapitalinstrument schaffen. Hierzu zählen insbesondere:
- Wertpapiere
- Anteile in Investmentvermögen
- Geldmarktinstrumente sowie
- Derivate.

### Handelbarkeit, Handelsabsicht und Handelsgeschäfte
Handelbar sind Positionen, für die es einen Markt gibt. „Die Handelbarkeit der Instrumente… ist wichtig, um eine Einbeziehung von Geschäften in das Handelsbuch zu verhindern, die am Markt nicht umgeschlagen werden können und so – mit gegenüber dem Anlagebuch relativ geringen Anrechnungs- und Unterlegungssätzen – zu einer Risikoverdichtung bei dem unterlegenden Institut führen können“. Forderungen sind handelbar (bei Schuldscheindarlehen ist deshalb die Fungibilität besonders hoch), für andere Kredite hat sich ein Sekundärmarkt etabliert. 
Zur Handelsabsicht wurde in Artikel 11 Abs. 2 der Kapitaladäquanzrichtlinie Stellung genommen: „Bei Positionen, die mit Handelsabsicht gehalten werden, handelt es sich um jene, die absichtlich zum kurzfristigen Wiederverkauf gehalten werden oder bei denen die Absicht besteht, aus derzeitigen oder in Kürze zu erwarteten Kursunterschieden zwischen dem Ankaufs- und dem Verkaufskurs oder aus anderen Kurs- und Zinsschwankungen Profit zu ziehen.“ Beispielhafte Kriterien für die Zuordnung zum Handelsbuch direkt beim Geschäftsabschluss:
- Wiederverkauf im Eigenbestand
- Nutzung von Unterschieden zwischen Kauf- und Verkaufspreisen
- Kurzfristige[5] Erzielung eines Eigenhandelserfolgs
- In Zusammenhang stehende Absicherungsgeschäfte

Handelsgeschäfte sind nach MaRisk Geldmarktgeschäfte, Wertpapiergeschäfte, Devisengeschäfte, Geschäfte in handelbaren Forderungen, Geschäfte in Waren oder Geschäfte in Derivaten. Außerdem gehören zum Handelsbuch die Pensions- und Darlehensgeschäfte auf Positionen des Handelsbuchs sowie Geschäfte, die mit Pensions- und Darlehensgeschäften auf Positionen des Handelsbuchs vergleichbar sind.

## Handels- und Anlagebuch
Das Handelsbuch und das Anlagebuch müssen sich jederzeit zweifelsfrei identifizieren lassen und sind deshalb getrennt voneinander zu führen. Aus diesem Grund muss auch im Rechnungswesen die Kennzeichnung oder zumindest die jederzeitige Ermittelbarkeit der bilanziellen und außerbilanziellen Handelsbuchpositionen gewährleistet sein. 
Eine Umwidmung von Positionen des Handelsbuchs in das Anlagebuch oder von Positionen des Anlagebuchs in das Handelsbuch ist vorzunehmen, wenn die Voraussetzungen für eine Zurechnung der entsprechenden Position zum Handelsbuch oder zum Anlagebuch entfallen sind. Ansonsten darf eine Umwidmung von Positionen des Handelsbuchs in das Anlagebuch oder umgekehrt nur dann erfolgen, wenn für die Umwidmung ein schlüssiger Grund vorliegt (§ 1a Abs. 4 KWG). Damit soll bankaufsichtsrechtlich verhindert werden, dass Kreditinstitute durch willkürliche Umwidmungen Gestaltungsspielräume zu ihren Gunsten ausnutzen. Mit einem kurzfristigen Wiederverkauf gleichzusetzen ist das partielle oder vollständige Schließen der Marktrisikoposition durch ein Absicherungsgeschäft (Glattstellung).

## Kundengeschäfte im Handelsbuch
Bei Geschäften mit Dritten, die durch den Auftrag eines Kunden ausgelöst werden (Kundengeschäfte), bei welchen der Dienstleistungsaspekt im Vordergrund steht und die daher dem Anlagebuch zugerechnet werden müssten, sind die betreffenden Geschäfte jedoch in das Handelsbuch umzuwidmen, wenn sie nicht spätestens zum Geschäftsschluss weitergehandelt worden sind. Der Dienstleistungscharakter von Kundengeschäften ist nämlich bankaufsichtsrechtlich grundsätzlich dann in Frage gestellt, wenn damit spekulative Zwecke zumindest mitverfolgt werden; jedenfalls kommt eine Zuordnung zum Anlagebuch von vornherein nicht in Betracht. 
Auf den Geschäftsschluss abzustellen, ist problematisch. In der Zeit zwischen Abschluss des Kundengeschäftes und Geschäftsschluss können sich für das Institut Risiken entwickeln, die objektiv spekulativen Charakter annehmen. Nach Gesetzeswortlaut und -zweck könnte die BaFin ebenso gut vertreten, die Position sei unverzüglich (also nur mit technisch bedingten Verzögerungen) weiterzuhandeln, wenn die Zuordnung des Kundengeschäftes zum Handelsbuch vermieden werden solle. Die bestehende Erleichterung lässt sich nur mit der Maßgabe vertreten, dass die BaFin bei bestimmten Geschäftsstrukturen – die zwar formal unter die Erleichterung fallen – nach dem Zweck der gesetzlichen Regelung jedoch die Zuordnung zum Handelsbuch verlangen, deren Zuordnung zum Handelsbuch vorgibt. So ist für die im Rahmen des Emissionsgeschäftes (§ 1 Abs. 1 Satz 2 Nr. 10 KWG) begründeten Positionen die Zuordnung zum Handelsbuch zwingend, sofern das Institut die Wertpapiere nicht in den Anlagebestand übernehmen möchte, sondern zum kurzfristigen Weiterverkauf im Bestand hält.

## Kreditnehmerbezogene Gesamtposition
Die kreditnehmerbezogene Gesamtposition (KnbGp) bei Handelsbuchinstituten ist die Summe aus Krediten des Handelsbuches und den Krediten des Anlagebuches.

## Nichthandelsbuchinstitut
Das Nichthandelsbuchinstitut hingegen darf die o. g. Bagatellgrenzen im Handelsbuch nicht überschreiten. Sollte die Bagatellgrenze überschritten werden, wird das Institut automatisch zum Handelsbuchinstitut. Eine Rückkehr zum Status eines Nichthandelsbuchinstitutes ist nur möglich, wenn das faktische Handelsbuchinstitut über einen längeren Zeitraum unterhalb der o.a. Bagatellgrenzen bleibt und die Änderung von Handelsbuchinstitut zum Nichthandelsbuchinstitut bei der Bundesanstalt beantragt und dieser entsprochen wird. Der Begriff längerer Zeitraum muss von der Bankenaufsicht im Rahmen eines Verwaltungsaktes festgelegt werden.
§ 1 Abs. 12 und § 2 Abs. 11 aktuell weggefallen: Ein Nichthandelsbuchinstitut im Sinne von § 1 Abs. 12 in Verbindung mit § 2 Abs. 11 KWG strebt keine Erzielung von kurzfristigen Eigenhandelserfolgen im Sinne des § 340c Abs. 1 HGB an. Um diesen Status zu behalten, sind alle Bestände ausnahmslos dem Anlagebuch zugeordnet und ein Handelsbuch wird ohne Bestand geführt. Die Anforderungen zur Unterlegung von Marktpreisrisikopositionen des Handelsbuchs nach den §§ 294 ff. SolvV sind somit nicht einschlägig.

## Rechnungslegung
Auch die Rechnungslegungsvorschriften sind mit den bankbetrieblichen und aufsichtsrechtlichen Vorgaben weitgehend kompatibel. Finanzielle Vermögenswerte (und Verbindlichkeiten) werden nach IAS 39.9 zu Handelszwecken gehalten, wenn sie
- hauptsächlich mit der Absicht des baldigen Verkaufs oder Rückkaufs erworben oder eingegangen werden,
- Teil eines Portfolios von Finanzinstrumenten sind, die gemeinsam verwaltet werden und für die substanzielle Hinweise dafür vorliegen, dass damit kurzfristige Gewinnmitnahmen getätigt werden sollen,
- derivative Finanzinstrumente darstellen (Ausnahme: designierte und effektive Sicherungsinstrumente beim Hedging).

Für Zwecke der Rechnungslegung sind Handels- und Anlagebuch getrennt voneinander zu führen, damit jederzeit eine korrekte Zuordnung zu einem der Bücher gewährleistet und nachweisbar dokumentiert ist.